# Semenivka, Polohî
Semenivka (în ucraineană Семенівка) este localitatea de reședință a comunei Semenivka din raionul Polohî, regiunea Zaporijjea, Ucraina.

## Demografie
Componența lingvistică a localității Semenivka
     Ucraineană (96,68%)
     Rusă (1,62%)
     Română (1,11%)
     Alte limbi (0,26%)
Conform recensământului din 2001, majoritatea populației localității Semenivka era vorbitoare de ucraineană (96,68%), existând în minoritate și vorbitori de rusă (1,62%) și română (1,11%).